# Cabaré Night Club
Cabaré Night Club é o segundo álbum ao vivo do projeto dos cantores sertanejos Leonardo e Eduardo Costa onde eles revisitam canções, lançado no dia 25 de novembro de 2016 pela Sony Music e pela Talismã Music. O projeto foi gravado nos dias 16, 17, 18 de setembro de 2016 no Espaço das Américas em São Paulo.

## Lista de faixas
| CD             |                                        |                                           |                         |         |  |
| N.º            | Título                                 | Compositor(es)                            | Artista original        | Duração |  |
| 1.             | "As Andorinhas"                        | Alcino Alves / Rosa Quadros / Rossi       | Trio Parada Dura        | 3:12    |  |
| 2.             | "Só Mais uma Vez"                      | Gilberto & Gilmar                         | Gilberto & Gilmar       | 2:46    |  |
| 3.             | "Laço Aberto"                          | Alexandre / Darci Rossi / Serginho Sol    | Ataíde & Alexandre      | 3:08    |  |
| 4.             | "Mal Acostumado" (Part. Ivete Sangalo) | Meg Evans / Raí Araújo                    | Ara Ketu                | 3:50    |  |
| 5.             | "Se Eu Não Puder Te Esquecer"          | Moacyr Franco                             | João Mineiro & Marciano | 2:50    |  |
| 6.             | "São Tantas Coisas"                    | Roberta Miranda                           | Roberta Miranda         | 2:55    |  |
| 7.             | "Não Quero Piedade"                    | Barrerito / Ronaldo Adriano / Zé da Praia | Trio Parada Dura        | 3:21    |  |
| 8.             | "Crises de Amor"                       | Darci Rossi / Jose Homero / Marciano      | João Mineiro & Marciano | 3:39    |  |
| 9.             | "Passe Livre"                          | Teodoro / Tupy                            | Teodoro & Sampaio       | 2:22    |  |
| 10.            | "Uma Vez Por Mês"                      | Barrerito / Jose Russo / Neuza Rodrigues  | Trio Parada Dura        | 2:54    |  |
| 11.            | "Decida"                               | Airo                                      | Milionário & José Rico  | 3:42    |  |
| 12.            | "Apaixonado (Moreninha Linda)"         | José Rico                                 | Milionário & José Rico  | 2:32    |  |
| 13.            | "Tranque a Porta e Me Beija"           | Fátima Leão / Zezé Di Camargo             | Chico Rey & Paraná      | 3:03    |  |
| 14.            | "Pedaço de Minha Vida"                 | Matias / Nascimento                       | Matogrosso & Mathias    | 2:49    |  |
| 15.            | "Me Mata de uma Vez"                   | Neno / Nilza Carvalho / Ronaldo Adriano   | Trio Parada Dura        | 2:53    |  |
| 16.            | "Vá Com Deus"                          | Roberta Miranda                           | Roberta Miranda         | 4:03    |  |
| Duração total: | Duração total:                         | Duração total:                            | Duração total:          | 50:15   |  |

| DVD |                                                       |                                                         |                                           |         |  |
| N.º | Título                                                | Compositor(es)                                          | Artista original                          | Duração |  |
| 1.  | "Abertura Cabaré Night Club / As Andorinhas"          | Romário Rodrigues / Alcino Alves / Rosa Quadros / Rossi | Trio Parada Dura                          | 4:10    |  |
| 2.  | "Meu Ex-Amor"                                         | Amado Batista / Reginaldo Sodré                         | Amado Batista                             | 4:34    |  |
| 3.  | "Se Eu Não Puder Te Esquecer (fala: Que Bicho Que É)" | Moacyr Franco / Rick, Alexandre e Marcelo Aguiar        | João Mineiro & Marciano                   | 3:05    |  |
| 4.  | "Decida"                                              | Airo                                                    | Milionário & José Rico                    | 3:48    |  |
| 5.  | "Laço Aberto"                                         | Darci Rossi / Serginho Sol / Alexandre                  | Ataíde & Alexandre                        | 3:15    |  |
| 6.  | "Você Vai Ver"                                        | Elias Muniz / Carlos Colla                              | Zezé Di Camargo & Luciano                 | 3:59    |  |
| 7.  | "Pedaço de Minha Vida"                                | Nascimento / Matias                                     | Matogrosso & Mathias                      | 2:54    |  |
| 8.  | "Só Mais uma Vez"                                     | Gilberto & Gilmar                                       | Gilberto & Gilmar                         | 2:51    |  |
| 9.  | "Telefone Mudo"                                       | Franco / Peão Carreiro                                  | Trio Parada Dura                          | 3:17    |  |
| 10. | "Crises de Amor"                                      | Daci Rossi / Marciano / José Homero                     | João Mineiro & Marciano                   | 3:45    |  |
| 11. | "Mal Acostumada" (Part. Ivete Sangalo)                | Meg Evans / Raí Araújo                                  | Ara Ketu                                  | 3:53    |  |
| 12. | "São Tantas Coisas"                                   | Roberta Miranda                                         | Roberta Miranda                           | 2:57    |  |
| 13. | "Colcha de Retalhos"                                  | Raul Torres                                             | Chitãozinho & Xororó                      | 3:49    |  |
| 14. | "Me Mata de uma Vez"                                  | Ronaldo Adriano / Neno / Nilza Carvalho                 | Trio Parada Dura                          | 2:56    |  |
| 15. | "Leão Domado"                                         | Paiva / José Antônio                                    | Chico Rey & Paraná                        | 3:06    |  |
| 16. | "Prazer Por Prazer"                                   | Eduardo Costa / Álvaro Socci                            | Trio Parada Dura                          | 3:22    |  |
| 17. | "Uma Vez Por Mês"                                     | Barrerito / José Russo / Neuza Rodrigues                | Trio Parada Dura                          | 2:59    |  |
| 18. | "Duas Camisas"                                        | Miltinho Rodrigues / Valdemar de Freitas                | Milionário & José Rico                    | 3:21    |  |
| 19. | "Não Quero Piedade"                                   | Ronaldo Adriano / Barrerito / Zé da Praia               | Trio Parada Dura                          | 3:22    |  |
| 20. | "Moreninha Linda"                                     | Tonico / Maninho / Priminho                             | Milionário & José Rico                    | 2:32    |  |
| 21. | "Tranque a Porta e Me Beija"                          | Zezé di Camargo / Fátima Leão                           | Chico Rey & Paraná                        | 2:59    |  |
| 22. | "Passe Livre"                                         | Teodoro / Tupy                                          | Teodoro & Sampaio                         | 2:27    |  |
| 23. | "Viva a Vida!"                                        | Chrysóstomo / José Raimundo                             | Milionário & José Rico                    | 3:34    |  |
| 24. | "Vá Com Deus / Incidental: Corazón Espinado"          | Roberta Miranda / Fher Olvera                           | Roberta Miranda / Carlos Santana ft. Maná | 4:59    |  |

| DVD (extras) |                                   |         |  |
| N.º          | Título                            | Duração |  |
| 1.           | "Construindo o Cabaré Night Club" |         |  |
| 2.           | "Leonardo"                        |         |  |
| 3.           | "Eduardo Costa"                   |         |  |
| 4.           | "Produção Musical"                |         |  |
| 5.           | "Ivete Sangalo"                   |         |  |
| 6.           | "Ballet e Figurino"               |         |  |

## Músicos participantes
- Romário Rodrigues: piano e direção musical
- Renatinho Ramos: teclados
- Fabinho Gonçalves e Manut Lacerda: guitarra e violão
- Nardeli Prado: baixo
- Caio Caliel: bateria
- Teneson Caldas: trompete
- Marcelo Voninho: acordeom
- Paola Redivo, Thaís de Souza, Marcela Isabele, Catarina Shmitt e Camilla Sotero: cordas

## Desempenho nas paradas
| Paradas (2016)               | Melhor posição |
| ---------------------------- | -------------- |
| Brasil (iTunes Album Chart)  | 1              |
| Brasil (TOP 20 Semanal ABPD) | 1              |